# ロバート・グレニスター
ロバート・ルイス・グレニスター（Robert Lewis Glenister、1960年3月11日 - ）は、イギリスハートフォードシャー州のワトフォード出身の俳優。
父はTVディレクターのジョン・グレニスター、弟は『時空刑事1973』（Life on Mars）でDCIジーンハントを演じた俳優のフィリップ・グレニスター、元妻は女優であるアマンダ・レッドマンである。

## 来歴
イギリスのTVドラマに幅広くレギュラー出演しており、英国では認知度の高いテレビ俳優である。
2004年からは、BBCのヒットドラマ『華麗なるペテン師たち』でアッシュ・モーガンを務めた。

## 主な出演作品
| 公開年      | 邦題 原題                                                                                         | 役名                                   | 備考                         |
| ----------- | ------------------------------------------------------------------------------------------------- | -------------------------------------- | ---------------------------- |
| 1995        | 第一容疑者4 消えた幼児 Prime Suspect4: The Lost Child                                             | クリス・エドワード・ヒューズ           | シーズン4エピソード1         |
| 2003        | ヒットラー Hitler: The Rise of Evil                                                               | アントン・ドレクスラー                 | テレビ映画                   |
| 2004 - 2012 | 華麗なるペテン師たち Hustle                                                                       | アッシュ・モーガン                     | テレビシリーズ、42エピソード |
| 2005        | デスパズル Class of '76                                                                           | フランク・トンプソン                   | テレビ映画                   |
| 2006        | サリー・ロックハートの冒険/マハラジャのルビー The Sally Lockhart Mysteries: The Ruby in the Smoke | サミュエル・セルビー                   |                              |
| 2006 - 2010 | MI-5 英国機密諜報部 Spooks                                                                        | ブレイク元内相                         | テレビシリーズ、シーズン5～9 |
| 2009-2014   | LAW & ORDER: UK Law & Order: UK                                                                   | ナレーター（クレジットなし）           | テレビシリーズ、53エピソード |
| 2009        | LAW & ORDER: UK Law & Order: UK                                                                   | ジミー・ヴァレンタイン                 | シーズン2エピソード6         |
| 2011        | 適切な大人 〜連続殺人犯フレッド・ウェストとの対峙 Appropriate Adult                               | ジョン・ベネット                       | テレビミニシリーズ全2話      |
| 2013        | ミス・マープル6 「グリーンショウ氏の阿房宮」 Agatha Christie's Marple Greenshaw's Folly           | ブロフィ神父                           | テレビ映画                   |
| 2013        | 大列車強盗 The Great Train Robbery                                                                | フランク・ウィリアムズ警部             | テレビシリーズ、2エピソード  |
| 2015        | コード・オブ・キラー DNA型鑑定で犯人を追え! Code of a Killer                                      | チャップマン                           | テレビシリーズ、2エピソード  |
| 2016        | パラノイド Paranoid                                                                               | ボビー・デイ                           | テレビシリーズ、8エピソード  |
| 2016        | 夜に生きる Live by Night                                                                          | アルバート・ホワイト                   |                              |
| 2017        | ヘル・フロント 〜地獄の最前線〜 Journey's End                                                     | 大佐                                   |                              |
| 2019        | イントゥ・ザ・スカイ 気球で未来を変えたふたり The Aeronauts                                       | ネッド・チャンバース                   |                              |
| 2022        | 刑事シンクレア シャーウッドの事件 Sherwood                                                        | ケヴィン・ソールズベリー警部           | テレビシリーズ、6エピソード  |
| 2022        | ナショナル・シアター・ライブ2023「かもめ」 National Theatre Live: The Seagull                     | ピョートル・ニコラーエヴィチ・ソーリン |                              |